# Foxtrot (album)
Foxtrot is het vierde studioalbum van de Engelse band Genesis. Het werd uitgebracht in oktober 1972.

## Geschiedenis
De opnamen begonnen nadat de promotietoer voor Nursery Cryme beëindigd waren. De bandleden hadden al wat muziek en teksten, maar er werden ook nieuwe stukken toegevoegd als gevolg van de studiosessies. Opnamen vonden vanaf augustus 1972 plaats in de Island Studios in Londen. De beoogde muziekproducent was John Anthony, maar er was/ontstond verschil van mening over de te volgen muzikale koers. De eerste track die opgenomen zou worden Watcher of the skies bevatte te veel mellotron in de mening van Anthony, terwijl Banks meer die richting uit wilde. Via Charisma Records werd de nieuwe producent  Bob Potter ingeschakeld. Charisma wilde weleens een hit van Genesis zien en Potter had daarin succes met de band Lindisfarne. Genesis was toentertijd geen singleband en de samenwerking liep al snel spaak. Alleen Horizons schijnt onder zijn leiding opgenomen te zijn. Genesis gaf nog een aantal concerten en probeerde vervolgens Tony Platt; hij was geluidstechnicus in de Island Studios, maar ook zijn mening over de muziek verschilde danig van de bandleden. Platt zou zich later specialiseren in het hardrock/metalgenre. Uiteindelijk werd gekozen voor de combinatie David Hitchcock (producent) en John Burns (geluidstechnicus). Banks bleef ontevreden, maar schikte zich en zou later verklaren dat het album volgens hem geen zwakke plekken had. Alhoewel er geen geschikte single van het album kon verschijnen was Charismabaas Tony Stratton-Smith tevreden met het album ("This is the one that make their career"), aldus een opmerking richting Richard Macphail, destijds roadie bij en vriend van Genesis.
De ontvangst was wisselend. De ene zag een (verwachte) ontwikkeling ten opzichte van Nursery Cryme, de andere zag een te versnipperd beeld. Het blad Rolling Stone kwam destijds niet verder dan een waardering van 3 uit 5, maar vermeldde het album wel als nummer 14 in de lijst 50 Greatest Prog Rock Albums of All Time. Allmusic gaf het een waardering van 5 uit 5, maar dat is vooral te danken aan het feit dat zij de track Supper's ready het beste nummer vonden dat Genesis in het Gabriel-tijdperk voortbracht.  Het album was wel het eerste album van Genesis dat de Britse albumlijst haalde (9 weken met hoogste positie 12).
In het cd-tijdperk kwamen er diverse heruitgaven, waarbij de geluidskwaliteit steeds aan de eisen werd aangepast. Zo verscheen er een super audio compact disc en een dvd 5.1 surround sound. Een bijzonderheid bij dat laatste was dat drummer Roger Taylor van Queen de hoesteksten leverde.

## Tracks
| Nr. | Titel | Duur  |
| --- | --- | ----- |
| 1.  | Watcher of the skies | 7:19  |
| 2.  | Time table | 4:40  |
| 3.  | Get 'em out by Friday | 8:35  |
| 4.  | Can-utility and the coastliners | 5:43  |
| 5.  | Horizons | 1:38  |
| 6.  | Supper's ready (Lover's leap •The guaranteed eternal sanctuary man •Ikhnaton and Itsacon and their band of merry men •How dare I be so beautiful? •Willow farm •Apocalypse in 9/8 (featuring the delicious talents of Gabble Ratchet) •As sure as eggs is eggs (Aching men's feet)) | 22:58 |

Tijdens de sessies werd ook andere muziek opgenomen, die het album niet zou halen. Twilight Alehouse, dat stamde uit de tijd van Anthony Phillips, zou in 1973 verschijnen op een promosingle bij het blad ZigZag. Een ander stuk werd niet genoeg bevonden en werd door Hackett verwerkt in Shadow of the hierophant van zijn eerste soloalbum Voyage of the acolyte. Een embryonale versie van Firth of Fifth bracht onvoldoende inspiratie, werd nabewerkt, kwam uit op Selling England by the Pound en werd toen een van de populairste stukken uit het Gabriel-tijdperk.

## Bezetting
- Tony Banks: keyboard, gitaar, mellotron, zang
- Peter Gabriel: zang, fluit, hobo
- Steve Hackett: gitaar
- Mike Rutherford: basgitaar, cello, zang
- Phil Collins: drums, zang

## Platenhoes
Paul Whitehead was opnieuw verantwoordelijke voor de platenhoes. Het bleek de laatste keer te zijn dat Genesis hem inschakelde. Hij wilde in eerste instantie zijn versie van De vier ruiters van de Apocalyps erin verwerken, maar daar zag hij vanaf. Hij kwam met een hoes die in het verlengde lag van de door hem ontworpen hoes voor Nursery Rhyme. Het daarin zichtbare croquetveld is in de hoes van Foxtrot terug te zien, al zij het op het gedeelte dat de achterkant van de elpee vormt. Ook het Victoriaanse landhuis is nog te zien. Whitehead haalde zijn inspiratie voor de vos uit “foxy lady” (Amerikaans slang voor aantrekkelijke vrouw), dat ook terug te vinden is in het nummer van Jimi Hendrix “Foxy Lady”. De tekening grijpt terug op Fox on the rocks, een zinsnede uit Supper’s ready. Geen van de Genesisleden was echter tevreden met het resultaat, waarschijnlijk de reden om hem niet meer in te schakelen. Het hoesontwerp werd tijdens de verkoop van Charisma Records aan Virgin Records ontvreemd.

## Tournee
Genesis ging na de release van het album op tournee, die over een geheel jaar was uitgespreid. De band deed daarin zowel Europa als de Verenigde Staten. Bij een van de eerste optredens in Dublin (National Stadium) verdween Gabriel bij het instrumentale deel van het slotnummer The musical box het podium om vervolgens terug te keren in rode vrouwenkleding met vossenmasker zoals de platenhoes liet zien. Hij verbaasde daarmee zijn bandleden, maar haalde er wel de voorpagina van Melody Maker mee.
From Genesis to Revelation · Trespass · Nursery Cryme · Foxtrot · Live · Selling England by the Pound · The Lamb Lies Down on Broadway · A Trick of the Tail · Wind & Wuthering · Seconds Out · ...And then there were three... · Duke · Abacab · Three Sides Live · Genesis · Invisible Touch · We Can't Dance ·  The way we walk volume one, the shorts · The way we walk volume two, the longs · Calling All Stations · Turn It On Again · Genesis Live over Europe